# Глигорије Барусковић
Глигорије Барусковић (Кисач, септембар 1841 — Нови Сад, 5. септембар 1927) био је српски професор и филолог.

## Биографија

### Образовање
Потиче из трговачке породице. Основну школу завршио је у родном месту. Нижу гимназију похађао је у Новом Саду (1853—1857), пети разред у Сремским Карловцима а разреде од шестог до осмог (1859—1861) у Винковцима. Године 1862. одлази на студије права на Академију у Пожун, али је завршио само једну годину.

### Професор
Након студија радио је као чиновник (1863—1866). Потом је био професор гимназије и Више девојачке школе (1875/76) у Новом Саду. Након тога прелази у Карловачку гимназију, где је радио до пензије. Предавао је латински језик. Био је добар педагог, а предавања је користио и за моралне поуке.
Члан Матице српске био је од 1868. године. Након пензионисања (1903) превео је и објавио књигу Латинске сентенције, пословице и цитати (Нови Сад, 1907). Непосредно пред смрт изашла му је књига прозе, Слике и приче из старе прошлости (Нови Сад, 1927).
Био је један од приложника фонда за изградњу нове зграде Српске новосадске гимназије, као и добротвор Српске књижевне задруге.
Сахрањен је на Алмашком гробљу у Новом Саду.